# Ribnica
Ribnica (in passato in tedesco Reifnitz) è una città della Slovenia, di circa 9 326 abitanti.

## Storia
Posta sulla via romana che collegava l'antica Emona (Lubiana) con la Croazia divenne nell'811 il centro amministrativo dell'area che si estendeva dalla paludi di Lubiana fino a Metlika. Nell'XI secolo divenne città franca e ciò le consentì di svilupparsi quale centro commerciale, dotandosi anche di mura.
Nel 1492 l'imperatore Federico III concesse ai suoi abitanti, come a quelli di Kočevje, di vendere in ogni località dell'impero i loro prodotti artigianali.
In epoca asburgica l'attuale territorio comunale era suddiviso nei comuni catastali di Grčarice (ted. Masern), Rakitnica (ted. Rakitnitz), Dolenja Vas (ted. Niederdof), Prigorica (ted. Büchelsdorf), Goriča Vas (ted. Weikersdorf), Ribnica (ted. Reifnitz), Gorenja Vas (ted. Oberdorf), Dane, Jurjevica (ted. Jurjowitz), Sušje (ted. Suschlje o Schuschje). Successivamente Dolenja Vas inglobò Grčarice, Rakitnica e Prigorica; mentre Ribnica incorporò Goriča Vas e Gorenja Vas.
Dal 1941 al 1943, a seguito dell'invasione della Jugoslavia da parte delle truppe dell'Asse, il paese venne occupato dall'esercito italiano e annesso all'Italia nella neocostituita Provincia di Lubiana.

## Monumenti e luoghi d'interesse

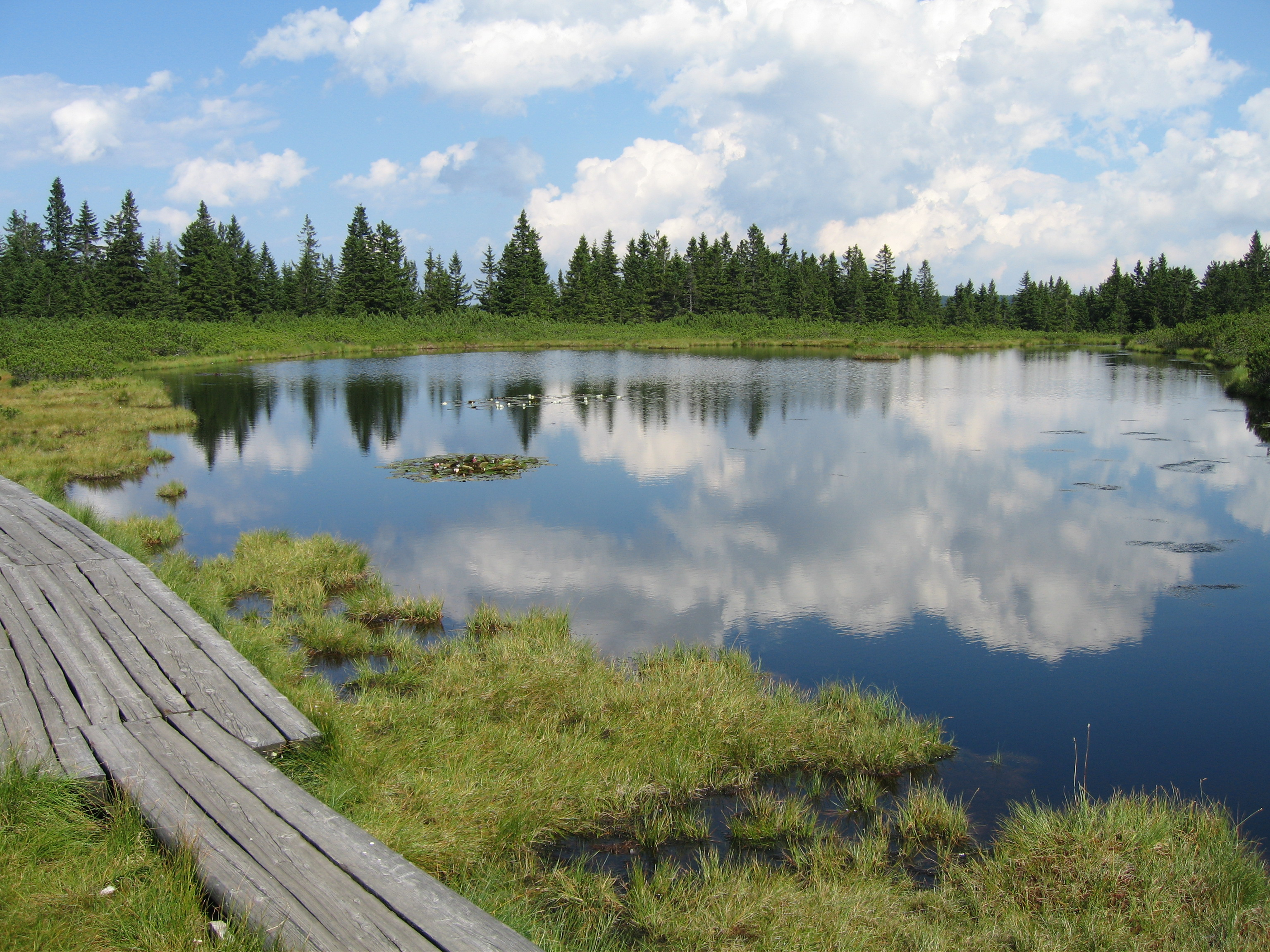
Il lago di Ribnica

- La parrocchiale dedicata a Santo Stefano (Sv. Štefan) ha origini antiche ma nella forma attuale è stata eretta tra il 1865 e il 1880.
- Le origini del castello sono nel X secolo, anche se venne più volte abbandonato e ricostruito. Ora è sede museale e nel suo parco vi sono molti monumenti a personaggi illustri.

## Economia
La produzione di oggetti artigianali in legno (suha roba, ovverosia merce secca), nota già nel passato, è tuttora fiorente.

## Amministrazione

### Gemellaggi
- Arcevia
- Ancona